# Cogt-Ovó járás
Cogt-Ovó járás (mongol nyelven: Цогт-Овоо сум) Mongólia Dél-Góbi tartományának egyik járása. Területe 6527 km². Népessége 1666 fő (2009), 1694 fő (2020)
Székhelye, Dolón (Долоон) 126 km-re fekszik Dalandzadgad tartományi székhelytől.